# I Should Be So Lucky
Singles de Kylie Minogue
Locomotion
(1987) Got to Be Certain
(1988)
Pistes de Kylie
The Loco-Motion
I Should Be So Lucky est une chanson de l'artiste australienne Kylie Minogue. Il s'agit du second single de l'album Kylie en Australie et du premier dans les autres pays. La chanson sort le 29 décembre 1987 sous le label Pete Waterman Entertainment. Elle a été écrite et produite par Stock Aitken Waterman. Elle est de style dance-pop.
La chanson est un succès commercial en Océanie et en Europe, atteignant la première place du hit-parade australien, allemand, suisse, irlandais et britannique et entre dans le top 10 de plusieurs pays.

## Genèse
Après le succès de son single Locomotion, Minogue vient à Londres pour travailler avec Stock, Aitken et Waterman, un trio d'auteurs et producteurs britannique très connu. Ils ne connaissent pas trop Minogue et oublient qu'elle était en train d'arriver au studio ; ils écrivent donc I Should Be So Lucky en quarante minutes tandis qu'elle attend dehors. Mike Stock écrit les paroles depuis ce qu'il a appris sur Minogue avant son arrivée. Il pense que même si elle est le personnage principal d'un feuilleton australien et très talentueuse, il doit y avoir quelque chose qui ne va pas et pense qu'elle doit être malheureuse en amour. Minogue enregistre la chanson en moins d'une heure et Stock l'aide avec sa bonne oreille musicale et sa mémorisation rapide. Après avoir enregistré la chanson, elle rentre en Australie pour continuer à tourner sur le feuilleton australien Les Voisins.

## Structure musicale
I Should Be So Lucky est une chanson dance-pop avec des claviers et des guitares. Elle se situe dans une signature rythmique commune 4/4 avec un tempo modéré de 120 pulsations par minute. La chanson se situe dans la tonalité de Do majeur, un choix inhabituel pour une chanson pop. La voix de Kylie Minogue s'étend des notes Ré4 à Do5.

## Accueil

### Commercial
I Should Be So Lucky sort le 29 décembre 1987 et a du succès dans beaucoup de pays du monde. Elle entre dans le Billboard Hot 100 à la 86e place dans la semaine du 7 mai 1988. Elle atteint la 28e place le 16 juillet 1988 et passe 14 semaines dans le classement. Elle atteint aussi la dixième place du Hot Dance/Club Play Songs. Au Canada, elle entre à la 95e place du classement RPM le 16 juillet 1988. Elle atteint la 61e place le 20 août et passe un total de sept semaines dans le classement.
Au Royaume-Uni, I Should Be So Lucky entre dans l'UK Singles Chart à la 90e place le 16 janvier 1988 et atteint la tête du classement un mois plus tard. Elle reste numéro un pendant cinq semaines avant de redescendre ; elle passe un total de 17 semaines dans le hit-parade. Elle est certifiée disque d'or par la British Phonographic Industry (BPI) le 1er mars 1988. Elle connaît un succès commercial en Europe, elle est numéro un en Allemagne, Irlande et Suisse. Elle entre dans le top 5 en Autriche, France et Norvège et le top 30 en Belgique, Italie, aux Pays-Bas et en Suède. Elle est numéro un en Australie et atteint le top 5 en Nouvelle-Zélande. Dans le classement de fin d'année 1988, I Should Be So Lucky arrive cinquième en Australie, trentième en Autriche et seizième en Suisse. Il est l'un des singles les plus vendus de l'année 1988 avec 675 000 exemplaires écoulés.

## Reprises
- Corinne Tell sur son album éponyme sorti l'année suivante, avec le même titre mais sur des paroles en français.

## Versions
Single 33 tours ,
1. I Should Be So Lucky - 3:24
2. I Should Be So Lucky (Instrumental) - 3:24

Single Maxi 45 tours 
1. I Should Be So Lucky - 6:04
2. I Should Be So Lucky (Instrumental) - 3:23

Single 45 tours (The Bicentennial Mix) 
1. I Should Be So Lucky (Bicentennial Mix) – 6:12
2. I Should Be So Lucky (Instrumental) – 3:24

Single 45 tours Nord-Américain 
1. I Should Be So Lucky (Original Mix) – 6:00
2. I Should Be So Lucky (Dance Remix) – 6:10
3. I Should Be So Lucky (Instrumental) – 3:24

## Crédits
- Kylie Minogue - chanteuse
- Dee Lewis et Mae McKenna - chœurs
- Mike Stock - chœurs, claviers
- Matt Aitken - guitares, claviers
- Mark McGuire - ingénieur
- Pete Hammond - mix

Crédits issus de l'album Kylie

## Classements, certifications et successions à la première place

### Classements et certifications
| Pays                                     | Classement | Certification |
| ---------------------------------------- | ---------- | ------------- |
| Allemagne                                | 1er        | Or            |
| Australie                                | 1er        | Platine       |
| Autriche                                 | 4e         | -             |
| Belgique                                 | 8e         | -             |
| Canada                                   | 61e        | -             |
| France                                   | 4e         | Argent        |
| Irlande                                  | 1er        | -             |
| Italie                                   | 30e        | -             |
| Japon                                    | 63e        | -             |
| Norvège                                  | 5e         | -             |
| Nouvelle-Zélande                         | 3e         | -             |
| Pays-Bas                                 | 12e        | -             |
| Royaume-Uni                              | 1er        | Or            |
| Suède                                    | 13e        | -             |
| Suisse                                   | 1er        | -             |
| États-Unis Billboard Hot 100             | 28e        | -             |
| États-Unis Billboard Hot Dance/Club Play | 10e        | -             |

| Pays      | Position | Année | Période   |
| --------- | -------- | ----- | --------- |
| Australie | 5        | 1988  | 1987-1988 |
| Autriche  | 30       | 1988  | 1987-1988 |
| Suisse    | 16       | 1988  | 1987-1988 |